# СПАД S.71
СПАД S.71 (фр. SPAD S.71) је француски ловачки авион који је производила фирма СПАД (фр. Société de Production des Aéroplanes Deperdussin - SPAD). Први лет авиона је извршен 1923. године. 

Највећа брзина у хоризонталном лету је износила 237 km/h. Размах крила је био 8,72 метара а дужина 7,30 метара.

## Наоружање
| Наоружање авиона: СПАД         |     |
| Ватрено (стрељачко) наоружање  |     |
| Топ                            |     |
| Митраљез                       |     |
| Број и ознака митраљеза        | 2   |
| Број метака                    | 300 |
| Калибар                        | 7,7 |
| Бомбардерско наоружање (бомбе) |     |
| Ракетно наоружање (ракете)     |     |